# سيفاكا ذهبي متوج
سيفاكا ذهبي متوج (الاسم العلمي: Propithecus tattersalli) (بالإنجليزية: Golden-crowned Sifaka)‏ هي نوع من الحيوانات تتبع جنس السيفاكا من الفصيلة الإندرية.